# Powiat Usedom-Wollin

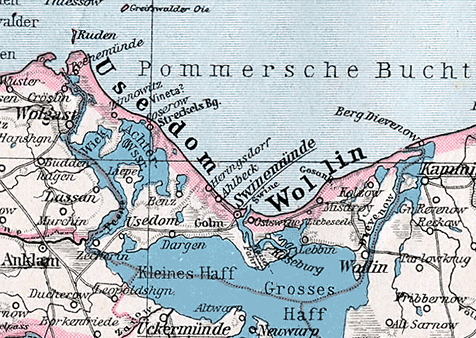
Powiat Usedom-Wollin w 1905 roku

Powiat Usedom-Wollin (niem. Landkreis Usedom-Wollin, Kreis Usedom-Wollin; pol. powiat uznamsko-woliński) – dawny pruski/niemiecki powiat istniejący w latach 1818–1945. Należał do rejencji szczecińskiej, w prowincji Pomorze. Stolica powiatu znajdowała się w mieście Swinemünde. Teren dawnego powiatu leży obecnie w Polsce, w województwie zachodniopomorskim oraz w Niemczech w powiecie Vorpommern-Greifswald.
Powiat powstał 1 stycznia 1818 r. przez połączenie powiatów Usedom i Wollin na Pomorzu Przednim. Powiaty obejmowały odpowiednio jednoimienne wyspy.
1 stycznia 1945 w skład powiatu wchodziły:
- trzy miasta: Swinemünde, Usedom, Wollin
- 87 innych gmin
- cztery majątki junkierskie

## Po 1945
W 1945 roku Polsce przypadła wschodnia połowa powiatu Usedom-Wollin (początkowo pod nazwą powiat uzdamsko-wołyński) z tzw. Ziem Odzyskanych, składająca się z wyspy Wolin i wschodniego krańca wyspy Uznam z położoną na niej siedzibą powiatu Świnoujściem (niem. Swinemünde). Z polskiej części powiatu utworzono powiat woliński z siedzibą w Świnoujściu, w nowo utworzonym woj. szczecińskim (1946).
Pozostałą przy Niemczech część powiatu, z miejscowościami takimi jak Wolgast, Usedom, Peenemünde i Ahlbeck, przekształcono w powiat Usedom z siedzibą w Usedom, który przetrwał do 1952 roku. Po zatwierdzeniu granicy w 1945 roku Świnoujście straciło dostęp do wody pitnej, po czym przez sześć lat sprowadzano wodę zza granicy; sytuację zmieniła dopiero korekta granicy na wyspie Uznam w czerwcu 1951 roku, kiedy to włączono do Polski obszar o powierzchni około 76,5 ha wraz ze stacją uzdatniania wody, tworząc wysunięty w obszar niemiecki charakterystyczny cypel (w zamian Niemcom przyznano podobny obszar w okolicach Gryfina).